# Webisodes de Heroes
Chronologie
Saison 2 Saison 3
Cet article présente la liste des webisodes en six parties du feuilleton télévisé américain Heroes.

## Première partie (2008)

### Going Postal
Ces trois webisodes se situent entre la deuxième et troisième saison. Ils introduisent le personnage de Echo De Mille, qui apparait dans l'épisode 13 de la saison 3 (Lutte fratricide, Dual en VO). Il est l'un des prisonniers.
1. Titre français inconnu (A Nifty Trick)
2. Titre français inconnu (The House Guest)
3. Titre français inconnu (Let's Talk)

## Deuxième partie (2008)

### Destiny
Ces quatre webisodes ont été diffusés simultanément avec les épisodes 8, 9, 10 et 11 de la troisième saison de la série (diffusion U.S.). Santiago est présenté. Il est l'un des personnages du concept, ensuite annulé, de Heroes: Origins.
1. Titre français inconnu (Let Us Pray)
2. Titre français inconnu (Intervention)
3. Titre français inconnu (Capture)
4. Titre français inconnu (Escape)

## Troisième partie (2008-2009)

### The Recruit
Ces cinq webisodes dévoilent le personnage central de l'intrigue, Rachel Mills, soldat interrogée par Angela Petrelli. On la revoit dans les épisodes 12, 15, 18 et 19 de la troisième saison.
1. Titre français inconnu (Private Mills)
2. Titre français inconnu (It was Nothing)
3. Titre français inconnu (We do What We Have to Do)
4. Titre français inconnu (Day of Reckoning)
5. Titre français inconnu (The Truth Within)

Le 1er webisode a été diffusé simultanément avec l'épisode 13 (tome 3) et les 4 autres avant l'épisode 14 (tome 4) de la troisième saison (diffusion U.S.).

## Quatrième partie (2009)

### Hard Knox
Ces quatre webisodes ont été diffusés entre l'épisode 13 (tome 3) et l'épisode 14 (tome 4) de la troisième saison (diffusion U.S.). Ils suivent Benjamin Washington, un ami de Matt Parkman, qui découvre son pouvoir. « Knox » de son surnom, apparait dans 10 épisodes de la troisième saison.
1. Titre français inconnu (Choices)
2. Titre français inconnu (Get Straight)
3. Titre français inconnu (Fear)
4. Titre français inconnu (The Main Man Now)

## Cinquième partie (2009)

### Nowhere Man
Ces quatre webisodes retracent les aventures d'Eric Doyle, personnage vu dans 13 épisodes de la troisième saison, après que Claire Bennet ait permis à ce « marionnettiste » de tenter une nouvelle existence.
1. Titre français inconnu (Puppet Master)
2. Titre français inconnu (Statement of Character)
3. Titre français inconnu (Pulling the Strings)
4. Titre français inconnu (A New Beginning)

Les deux premiers webisodes ont été diffusés simultanément avec les épisodes 24 et 25 de la troisième saison (tome 4), les deux autres avant l'épisode 1 de la quatrième saison (tome 5)(diffusion U.S.).

## Sixième partie (2009-2010)

### Slow Burn(Lydia's Tale)
Ces dix webisodes (non-titrés) et parfois nommée Lydia's Tale, ont été diffusés simultanément avec les épisodes 2, 3, 4, 5, 6, 7, 8, 9, 10 et 11 de la quatrième saison (tome 5) de la série (diffusion U.S.) Ils décrivent des évènements inédits, complémentaires à l'intrigue de cette dernière saison.
1. "Part 1"
2. "Part 2"
3. "Part 3"
4. "Part 4"
5. "Part 5"
6. "Part 6"
7. "Part 7"
8. "Part 8"
9. "Part 9"
10. "Part 10"